# Irácká kuchyně

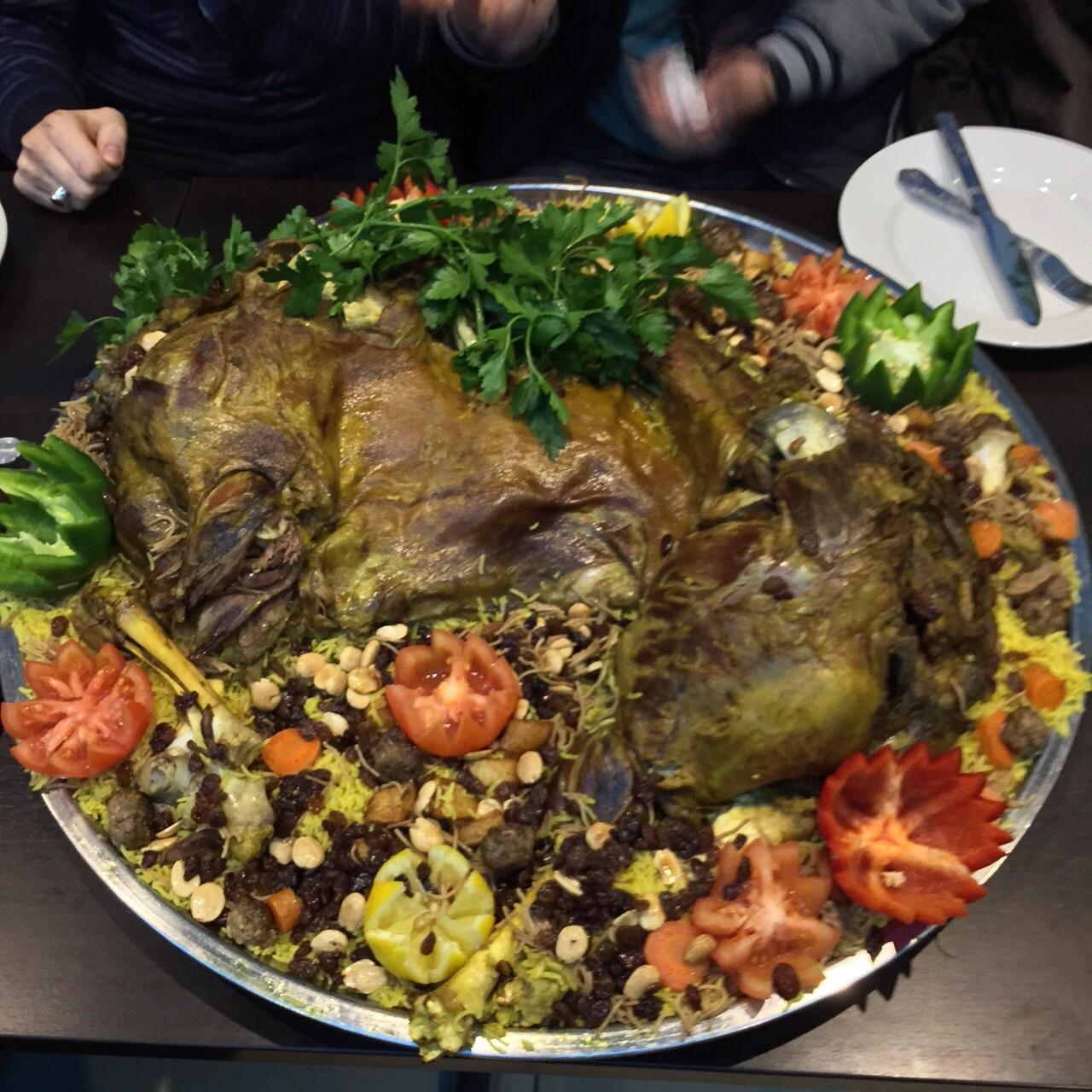
Quzi, jídlo původem z Iráku, které je rozšířeno v arabském světě a na blízkém východě

Irácká kuchyně je velmi podobná kuchyni arabské. Hlavním rozdílem je, že právě v irácké se používá vice koření. Nejznámějším dezertem je baklava, která se skládá z několika vrstev těsta filo. Dezert naplněný ořechy a následně slazený medem nebo cukrovým sirupem. V Iráku se hodně konzumuje kebab, tradičně z jehněčího masa.
Irácká kuchyně je jednou z nejstarších kuchyní, což se odráží na vzhledu místních restaurací. Oblíbeny jsou například pokrmy jako šavarma, která je podobná kebabu, falafel, což je fritovaná kulička nebo placka z bobů, dále tepsi baytinijan, je pokrm z baklažánu, rajčat, česneku, cibule, brambor a masových kuliček. Masqouf je pečená ryba marinovaná se solí, olivovým olejem a tamarindem. Přílohou k této pochoutce bývá nakrájená cibule, rajčata a chléb. Trochu více oblíbený je pokrm bami, což je v podstatě jehněčí ragú.
Jídelníček sestává z mnohých přísad a příloh. Tradičním jídlem na ulici je omáčka podávaná s různými typy masa. Prodejny kebabu či placek s rýží a masem najdete v Iráku skoro všude. Na místních tržnicích seženete oříšky, sladkosti, bonbóny a především sýry.